# Гентил
Гентил Монтефјоре (рођен између 1240. и 1250. - умро 27. октобра 1312. у Луци) је био кардинал и папски легат у Угарској у последњој фази грађанског рата.

## Младост
Гентил је рођен између 1240. и 1250. године у великашкој породици Монтефјоре, грофова Партина. Ступио је у фрањевачки ред 1248. године. Постао магистар теологије на универзитету у Паризу пре 1295. године. Будућег папу Бонифација упознао је у Перуђи. Обављао је дужност професора у папској курују 1296. године. Кардинал је постао у време понтификата папе Бонифација VIII 1298. године.

## Папски легат

### Боравак у Хрватској и Далмацији
Као папски легат Климента V, првог авињонског папе, боравио је од 1307. године у Угарској, Пољској, Босни, Србији, Галицији и Лодомерији. Задатак му је био да непослушне угарске племиће приволи да пруже подршку анжујском претенденту Карлу Роберту у борби за угарски престо. Такође, задатак му је био и да уреди угарску цркву која је и сама учествовала у грађанском рату. У Сплит стиже маја месеца 1308. године. Дочекао га је тамошњи великаш Павле Шубић са својим сином Јурјем II. Сачувана је исправа од 12. јуна 1307. године којом је Гентил доделио крчком бискупу Томи и његовим наследницима приходе бенедиктанског манастира Свете Марије на Кошљуну. Монаси су се имали преместити у неки други манастир. У Трогир је стигао 16. јуна 1307. године где је посредовао у спору овог града са Шибеником око поседа Босиљине. Потом се упутио у Скрадин где је стигао 24. јуна. Тамо га је чекао бан Павле Шубић.
У Скрадину је Гентил 27. јуна 1307. године радио по жалби Трогирана коју је решио у њихову корист. Додељена им је обавеза да приме сплитског надбискупа само када долази у службену посету. Истога дана Гентил је отишао у Врану где се задржао до 17. јула 1307. године, када одлази у Задар. Задарско племство оспоравало је Гентилова овлашћења као папског легата, позивајући се да је добио мандат само за Угарску и Хрватску, док је Задар припадао Млетачкој републици. Сукоб је кулминирао Гентиловом екскомуникациом противника, након чега је 16. августа 1307. године отишао у Сењ. Тамо је поново посредовао у сукобу двојице бискупа. Из Сења је отпутовао у Модруш (1. септембра), а одатле у Загреб, где га је по неким изворима дочекао сам Карло Роберт.

### Помоћ Карлу Роберту
Октобра месеца Гентил је из Загреба отпутовао у Будим где је посветио нову краљевску круну 11. јуна 1309. године. Наиме, круна Светог Стефана, којом су се традиционално крунисали угарски краљеви, налазила се у поседу Ладислава Апора. Након смрти последњег Арпадовца, Андрије III, избор за новог краља Карлових противника био је чешки престолонаследник Вацлав који је био унук Отакара II Пшемисла и праунук Ростислава Михаиловића и Ане, ћерке Беле IV. Вацлав (Ласло) је крунисан 27. августа 1301. године, али је, будући без сваке власти, одустао од претензија и предао круну свом рођаку, баварском војводи Отону Вителсбаху. Ни Отон није могао да се одржи у Угарској, већ је побегао код ердељског војводе Ладислава Апора. Апор га је ухапсио, одузео круну и протерао. Тако се круна нашла у рукама војводе Ердеља. Он ју је понудио четвртом претенденту, Драгутиновом сину Владиславу. Гентил, који је у Угарску дошао како би Карлове противнике (Матију Чака, Хенрија Гисинговца и Ладислава Апора) приволео да прихвате Карлову власт, крунисао га је 15. јуна 1309. године за краља.

## Последње године
Након Будима, Гентил једно време борави у Трнави, да би 30. октобра 1309. године доспео у Пожун (Братиславу), где је остао до септембра 1311. године. У Угарској, Ладислав је под претњом екскомуникације од стране Гентила пристао да врати круну. Карло је августа 1310. године крунисан за краља. Међутим, многи великаши, који су до тада само формално признавали његову власт, сада су се одметнули. Матија Чак је чак и напао новог угарског краља. Гентил је пред одлазак из Угарске екскомуницирао самовољног угарског великаша.

## Смрт
Из Пожуна, преко Бечког Новог Места, Гентил је кренуо назад код папе. Умро је на путу ка Авињону, у Луци, 27. октобра 1312. године. Сахрањен је у базилици Светог Фрање Асишког. Гентил је иза себе оставио списе о својој дипломатској мисији: Acta legationis cardinali Gentili (1307—1311). Објављени су у збирци Monumenta Vaticana historiam regni Hungariae illustrantia у Будимпешти 1885. године. Написао је и више хомилија, одбрану папе Бонифација VIII (Apologia item pro Bonifatio VIII) и расправу против фратрића (Dissertatio adversus Fraticcelos).